# 王戍堂
王戍堂（1933年6月—2021年7月16日），男，河北河间人，中国数学家。

## 生平
1951年9月至1955年8月在西北大学数学系学习，1955年8月留校任教，1983年加入九三学社，1985年7月加入中国共产党，1980年2月晋升教授，曾任陕西省数学会副理事长、西北大学数学研究所所长，2003年退休。
2021年7月16日4时48分，他在西安逝世，享年88岁。